# دیتریشسدورف
دیتریشسدورف (به آلمانی: Dietrichsdorf) یک منطقهٔ مسکونی در آلمان است که در تسانا-لشتر واقع شده‌است. دیتریشسدورف ۲۰۹ نفر جمعیت دارد.